# Jegerup Sogn
Jegerup Sogn er et sogn i Haderslev Domprovsti (Haderslev Stift). 
Jegerup Sogn hørte til Gram Herred i Haderslev Amt. I 1914 blev Vojens Sogn udskilt fra Jegerup Sogn. Jegerup sognekommune blev ved kommunalreformen i 1970 indlemmet i Vojens Kommune, der ved strukturreformen i 2007 indgik i Haderslev Kommune.
I Jegerup Sogn ligger Jegerup Kirke.
I sognet findes følgende autoriserede stednavne:
- Billund (bebyggelse)
- Fyrskov (bebyggelse)
- Jegerup (bebyggelse, ejerlav)
- Jegerup Frihed (bebyggelse)
- Jegerup Mark (bebyggelse)
- Kestrup (bebyggelse)
- Lille Selskær (bebyggelse)
- Selskær (bebyggelse)

## Afstemningsresultat
Folkeafstemningen ved Genforeningen i 1920 gav i Jegerup Sogn 233 stemmer for Danmark, 15 for Tyskland. Af vælgerne var 77 tilrejst fra Danmark, 13 fra Tyskland. 